# تحصيل زائد
فائقو التحصيل هم أشخاص «يؤدون بشكل يفوق المتوقع أو يحققون نجاحات تتجاوز المنتظر»، ويفترض ضمنيًا أن «فائق التحصيل» يحقق نتائج ممتازة من خلال بذل مجهود زائد. في السياق التعليمي، تنطبق تسمية «فائق التحصيل» على الطلاب الذين يتفوقون على أقرانهم في ظل بيئة متساوية من إدراك المدرس للخلفية الاجتماعية أوالذكاء أو الموهبة. في سياق العمل، فإن الأشخاص فائقي الإنجاز هم الذين يتمتعون بدافع لإنجاز المهام بشكل يتجاوز التوقعات ويضعون لأنفسهم أهدافًا مهنية ذات سقف مرتفع للغاية.

## في البيئات التعليمية

### المدارس الابتدائية والإعدادية
في السياق التعليمي، يُعرف «فائق التحصيل» بأنه «الطالب الذي يحصل على معايير أعلى من نسبة الذكاء الموضحة»، وبشكل عام فإن المقابل لفائق التحصيل هو ضعيف التحصيل الذي يقل أداءه كثيرًا عما يتوقعه المدرس مع وضع مستوى الذكاء في الاعتبار، وتذكر موسوعة علم النفس (Encyclopedia of Psychology) أنه []«لا تستخدم هذه المصطلحات عمومًا من قِبل المدرسين أو اختصاصيي علم النفس». بينما يلقى مفهوم المتفوق وضعيف التحصيل قبولاً واسعًا بين المدرسين الممارسين للمهنة، إلا أنه يظل موضوعًا مثيرًا للجدل من عدة نقاط.:
- وتؤثر كلتا التسميتين ضمنيًا على سلوك المدرس، وهذا يؤدي في الغالب لأن تصبح التسميتان نبوءات تتحقق من تلقاء نفسها.
- تقوم هاتان التسميتان على أساس فهم جامد وغير كامل لطبيعة الذكاء، حيث لا يمكن بأي طريقة قابلة للاختبار، الفصل بين القدرة على التركيز والعمل بشكل متفانٍ عن الذكاء «الفطري».

في كتاب عن التحصيل الزائد صدر عام 2007، يقول المؤلف «مفهوم التفوق الذي يسود في كثير من مدارس الطبقة المتوسطة والعليا» هو أن يكون «الطلاب مشغولين بتحقيق النجاح والكفاح ضد الشعور بالمرض والتدهور الجسدي،» «وعندما ينظر المراهقون إلى أنفسهم من منظورنا لثقافة التفوق» فإنهم كما يقول المؤلف «عادة ما يتوصلون إلى استنتاج بأنه مهما كان قدر الإنجاز الذي يحققونه، فلن يكون كافيًا على الإطلاق».

### الكليات والجامعات
بالنسبة إلى طلاب الكليات والجامعات، «هناك خط رفيع بين الشخص مرتفع التحصيل والشخص فائق التحصيل»؛ ففي الولايات المتحدة، «هناك عدد متزايد من طلاب الكليات الذي يلحقون بأنفسهم المرض - بمعنى الكلمة - سعيًا وراء التفوق» من خلال وضع «معايير يفرضونها على أنفسهم لكنها غير واقعية». وطبقًا لدكتور مودوب أكين-ديكو، اختصاصي أول في علم النفس بالمركز الاستشاري التابع لكلية بافالو الحكومية، فإن «...الساعين وراء الكمال الذي يسيئون التكيف يضعون أنفسهم على طريق الفشل بوضع معايير مستحيلة لأنفسهم وبالتالي يقل لديهم تقدير الذات عند عدم بلوغ الأهداف مطلقًا». وتقول عالمة النفس الإكلينيكي مارلين سورنسونفي كتابها كسر قيد الشعور المتداني بتقدير الذات (Breaking the Chain of Low Self-Esteem)، أنه عادة ما يجد الأشخاص الذين يعانون من تدني تقدير الذات أنفسهم مدفوعين نحو التفوق لتحقيق قيمة للذات.
يصف مقال صدر عام 2011 «ثقافة تعاطي العقايير المخدرة لتحقيق التفوق» التي تنتشر في الكليات والتي تجعل الطلاب يتناولون «المنبهات [مثل الأديرال] بهدف تحقيق النجاح»، حيث تساعدهم المنبهات على الاستيقاظ طوال الليل للمذاكرة استعدادًا للامتحانات أو لإنهاء المشاريع، كما ذكر المقال أيضًا أن «دراسة أجراها كريستيان تيتر، أستاذ الصيدلة بجامعة نورث إيسترن عام 2006، أوضحت أن 75% من الطلاب الذين يسيئون استخدام العقاقير يستخدمون الأديرال أو الريتالين كمعين على الدراسة».

## في مكان العمل

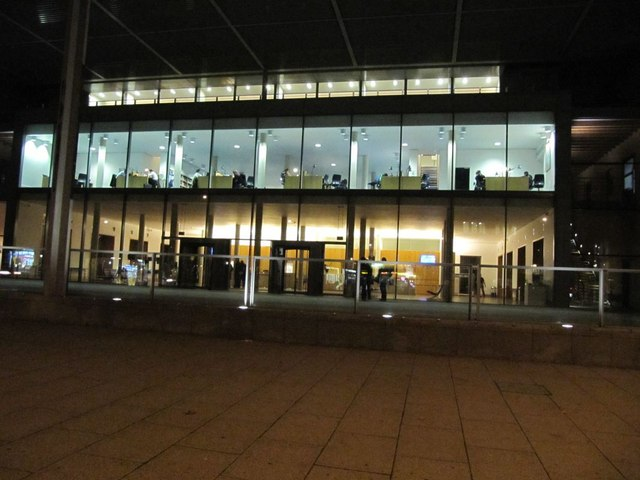
يميل فائقو الإنجاز في مجال العمل إلى البقاء لوقت متأخر كي يتسنى لهم التفوق،

وفي مكان العمل، "يتمتع فائقو الإنجاز بالدافعية والعزم والحماس والنشاط اللازم لإحراز التقدم في المشاريع الضخمة"، كما "يحملون على عاتقهم مسؤولية المشاريع الجديدة بشكل متزايد ويدفعون أنفسهم لتحقيق الإتقان وعادة ما يعرفون باسم "مدمنو العمل."  بالنسبة إلى فائقي الإنجاز في العمل، فإن "إنجاز المهام بما يفوق التوقعات يمنحهم الشعور بالسعادة الجسدية والعقلية التي يمنحها تناول المخدر". مع ذلك، يجب على المديرين التعامل مع الجانب السلبي لشخصية فائق الإنجاز: حيث قد "يضع توقعات غير عملية ويعمل لعدد جنوني من الساعات ويخاطر بأي شيء لتحقيق النجاح" الأمر الذي قد يجعله "قلقًا ومختلاً في الأداء مما يجعله في النهاية غير قادر على الإنجاز". ومن بين المشكلات الأخرى التي تتعلق بفائقي الإنجاز أنهم "...ينسون في العادة إبلاغ المعلومات الحيوية وكثيرًا ما يسلكون الطرق المختصرة ويتركون التفاصيل لآخرين للتعامل معها"،  بالإضافة إلى هذا، غالبًا ما يعانون من "صعوبات في التفاعل الاجتماعي" ولديهم "مخاطر عالية من الشعور بالإنهاك".
طبقًا للدكتور ريتشارد روسون، مدير وزميل البرامج المتكاملة لإساءة استخدام المخدرات التابع لجامعة كاليفورنيا في لوس أنجلوس...يشيع استخدامه [الميثامفيتامين] بين العاملين لتحصيل التفوق والاقتصادين مرتفعي الإنتاجية مثل الموجودين في اليابان وكوريا الجنوبية". لقد أصبحت أدوية الميثامفيتامين "تدريجيًا مشكلة مرعبة في أماكن العمل"، ففي الولايات المتحدة، قالت نقابة المحامين في كاليفورنيا أن "محاميًا من كل أربعة محامين ممن يدخلون طواعية برامج إعادة تأهيل مدمني المخدرات يدمنون أدوية الميثامفيتامين".
وقفًا لآرثر بي سيراميكولي، اختصاصي علم النفس، فهناك «محنة لدى المتفوقين» وهي عبارة عن «شبكة معقدة من المشاعر التي تدفع الأشخاص لإخفاء احتياجاتهم الحقيقة وراء قناع من التفوق»، ويستطرد قائلاً أن الناس عادة ما تسعى وراء "... "الحل السريع«في التفوق لتعويض الجرح الذي يشعرون به في تقديرهم للذات»، كما يقول أيضًا «...الأشخاص المبالغون في التفوق لا يدركون أن الاحتياجات التي لم تنل التقدير الكافي هي التي تدفعهم بعيدًا عن الظروف التي تساعد على التئام الجراح اللازمة لتحقيق حياة تفي بالمتطلبات.» ويضيف سيراميكولي أن «...التفوق المدفوع يمكنه تحفيز إنتاج مادة الدوبامين» ومع هذا «...سيزول هذا» الشعور بالسعادة«المؤقت وستبدأ دائرة مفرغة من الإحساس بعدم تحقيق الإنجاز وخيبة الأمل»، ويقول أيضًا «عادة ما يسفر الحافز للوصول إلى مكانة لقهر الجراح النفسية عن مشكلات أخرى مثل سوء التغذية وزيادة الوزن والاعتماد المفرط على الكافيين أو الكحول أو المواد الضارة الأخرى فضلاً عن الحرمان من النوم.» 

## الاستخدامات المجازية للمصطلح
يستخدم مصطلح «التفوق في الإنجاز» أحيانًا في سياقات أخرى، ومن بين الأمثلة على ذلك، قد توصف دولة يرتفع بها معدل دخل الفرد بصورة غير مستدامة بأنها «فائقة الإنجاز». وفي الرياضة، يُطلق على اللاعبين أو الفرق التي تتخطى بشكل كبير التوقعات العامة التي سبقت بداية الموسم «فائقي الإنجاز». وأحيانًا قد تشير المواد الإعلانية والآراء المتعلقة بمنتجات استهلاكية إلى هذه المنتجات بأنها «فائقة».

## كتابات أخرى
- Alexandra Robbins. The Overachievers: The Secret Lives of Driven Kids. Hyperion Books, 2007